# Tetragonophthalma vulpina
Tetragonophthalma vulpina är en spindelart som först beskrevs av Simon 1898.  Tetragonophthalma vulpina ingår i släktet Tetragonophthalma och familjen vårdnätsspindlar. Inga underarter finns listade i Catalogue of Life.